# Chiesa di San Rocco (Carmagnola)
La chiesa di San Rocco è un edificio religioso cattolico sito in Carmagnola (TO) e dedicato a San Rocco.

## Storia
L'origine del primo oratorio dedicato a San Rocco nella città di Carmagnola fu durante la peste del 1630 quando la città di Carmagnola, votandosi all'Immacolata, fece commissionare dapprima due dipinti ai fratelli Fiammenghini (oggi conservati presso il Palazzo Municipale) e poi decise di erigere una vera e propria confraternita dedicata a San Rocco, invocato contro le pestilenze e compatrono della città, realizzando un piccolo oratorio di preghiera in località Borgo Moneta appunto. Al termine della pestilenza, la confraternita continuò a fiorire offrendo i propri servigi ai poveri ed agli emarginati della città. Del primitivo oratorio oggi non rimane alcuna traccia in quanto esso venne raso completamente al suolo dai francesi nel 1640 che lo abbatterono per espandere le mura cittadine della città, collegate a Porta Moneta.
Trasferitasi in città, la confraternita ebbe sede provvisoriamente presso il locale convento di Sant'Agostino per poi spostarsi, dal 1668, nell'ubicazione attuale dove i confratelli acquistarono il terreno necessario per l'erezione di una nuova chiesa. Il progetto venne affidato all'architetto Francesco Lanfranchi e da subito ebbero inizio i lavori per la nuova costruzione anche se questi dovettero essere interrotti entro un decennio per la mancanza dei fondi necessari. Nel 1699 i confratelli inviarono una richiesta formale all'amministrazione della città richiedendo il permesso di riutilizzare i mattoni ricavati dalla demolizione dei bastioni della città e dall'anno successivo vennero completate le volte della chiesa. La chiesa venne conclusa ufficialmente con la realizzazione del portale barocco nel 1745, anche se i lavori per le decorazioni interne proseguirono negli anni successivi.

## Descrizione
Realizzata in laterizio, in stile tardo barocco, la chiesa oggi si presenta come uno degli esempi architettonici più riusciti del periodo in Piemonte, con un fastoso insieme di effetti chiaroscurali nella facciata, un'insolita, grande cupola che è divenuta uno degli elementi caratterizzanti dell'abitato di Carmagnola e una pianta a croce greca. Un elemento interessante è che, malgrado il fatto che richiese più di un secolo e mezzo per essere completata, la chiesa mantenne sempre il progetto originario stilato dall'architetto Lanfranchi.
All'interno della chiesa si trova anche un grandioso organo, costruito nel 1751 da Giacomo Filippo Landesio. La cassa, finemente lavorata, è opera di Alberto Bondetto.
Lo strumento, a trasmissione integralmente meccanica, ha consolle a finestra, con unica tastiera di 45 tasti con prima ottava scavezza e pedaliera a leggio scavezza di 9 note costantemente unita al manuale.